# 国鉄スム1形貨車
国鉄スム1形貨車（こくてつスム1がたかしゃ）は、かつて日本国有鉄道（国鉄）およびその前身である鉄道省等に在籍した15 t 積みの鉄側有蓋車である。

## 概要
スム1形貨車は、1926年（大正15年）から1928年（昭和3年）にかけて、鉄道省が3,971両を製作した、15 t 積み二軸鉄側有蓋車である。製造所は、汽車製造東京支店、日本車輌製造本社・東京支店、川崎造船所、新潟鐵工所、九州車輛である。
製造当初は、鉄製の有蓋車としてワテ45000形（ワテ45000形として落成したのはワテ45000 - ワテ48276）を称したが、1928年（昭和3年）3月27日製造分よりワ45000形に改められ、同年5月の車両称号規程改正によりスム1形（スム1 - スム3971）に改称された。その後、私鉄の買収車が22両編入されているため総数は3,993両、二車現存車の番号書き換えが12両あるため、最終番号はスム4005となった。
車体は、前級ワム3500形（ワム32000形）の木製の側板をそのまま鋼板に置き換えたもので、その厚み分荷室の内法が大きくなったため、ワム32000形より高さを100 mm 低くして、容積を揃えている。しかし、本形式は木製の内張りがないため断熱性に乏しく、荷室内の温度上昇や結露が発生しやすいため、積荷の変質や濡損がたびたび発生した。そのため、1928年（昭和3年）後期製の最終グループは木製の内張りを設ける設計変更を行ったワム20000形として落成し、さらにその次のワム21000形では外板と内張りの間に空間を設けて断熱性を増した二重羽目構造に改良された。本形式はその構造上、積荷が限定されるため、1928年（昭和3年）の称号規程改正では一般の有蓋車と区別され、本形式のための種別として特に「鉄側有蓋車」が起こされ、また、こうした経緯から鉄側有蓋車の新製は、国鉄では本形式のみで終わった。（次級であるスム4500形は、ワム3500形からの改造車。）
側面には、幅1,370 mm の荷役扉が設けられており、鋼製の片引き戸が設置されている。床と屋根は木製である。妻面上部には、1個の通風器が設置されている。
台枠は、前級から引き続いて鋼製であるが、日本の有蓋車としては初めて自動連結器の使用を前提とした構造となり、中梁を強化して太くし、その分側梁は縮小された。その関係で走り装置は嵩上げ付きのシュー式に戻り、車軸には10 t 長軸を使用し、最高速度は65 km/h である。
諸元については、全長7,830 mm、全幅2,420 mm、全高3,633 mm、荷室の内寸は長さ7,025 mm、幅2,365 mm、高さ2,325 mm、床面積16.6 m2、容積38.6 m3、軸距は3,900 mm、自重は9 t である。
1938年（昭和13年）から1939年（昭和14年）にかけて、陸軍の要請により200両が中国に送られたが、その後の消息は不明である。内訳は北支方面100両（標準軌に改軌）、中支方面40両（標準軌に改軌）、山西方面60両（1,000 mm 軌間に改軌）である。
本形式は全国で使用されたが、1965年（昭和40年）から本格的に廃車が始まった。老朽化のため1968年（昭和43年）10月1日ダイヤ改正にともなう高速化（最高速度75 km/h対応）改造の対象から外され、同改正後は北海道内に封じ込めのうえ黄帯を標記し、「ロ」車として運用された。1970年度末には、1,099両が残存していたが、1971年（昭和46年）までに全車が廃車となった。

## 編入車
前述したように、本形式には22両の私鉄買収車の編入があった。
- 富士身延鉄道10両（スム500形スム500 - スム509 → スム3972 - スム3981）。1941年（昭和16年）5月1日に、富士身延鉄道が買収・国有化されたことにより車籍編入。
- 鶴見臨港鉄道10両（スム4000形スム4001 - スム4010 → スム3982 - スム3991。1926年（大正15年）9月日本車輌製造東京支店製）。1943年（昭和18年）7月1日に鶴見臨港鉄道が買収・国有化されたことにより車籍編入。
- 胆振縦貫鉄道2両（ワム1形ワム1 - ワム2→ スム3992, スム3993。1940年（昭和15年）5月、汽車製造東京支店製）。1944年（昭和19年）7月1日に胆振縦貫鉄道が買収・国有化されたことにより車籍編入。

## 形式間改造
1945年（昭和20年）に4両が15 t 積み無蓋車トム27000形（トム27000 - トム27003）へ改造されたが、早くも5年後の1950年（昭和25年）に「第二次貨車特別廃車」の対象形式となり5月20日に通達「車工第376号」により告示された。同年に廃車となり形式消滅した。
1965年（昭和40年）に5両が新津工場にて控車ヒ600形（ヒ688 - ヒ692）へ改造された。

## 類型車
国有鉄道では発展せずに終わった鉄側有蓋車だが、セメントや缶入り石油類の輸送用として、私鉄では長年にわたって数多く製造された。特に秩父鉄道では、足回りを近代化した類型車が数多く製造されている。

### 長野電鉄スム101形
スム101形は、長野電鉄が1935年（昭和10年）に5両（スム101 - スム105）、1937年（昭和12年）に10両（スム106 - スム115）を汽車製造東京支店で製造した鉄側有蓋車である。車体は鉄道省スム1形同等であるが、車軸が短軸であった。

### 秩父鉄道スム3000形・スム4000形
スム3000形・スム4000形は、秩父鉄道が1960年（昭和35年）および1963年（昭和38年）にそれぞれ180両、50両を製造した鉄側有蓋車である。いずれも、足回りは二段リンク式に近代化されているが、車体はスム1形の設計を踏襲している。

### 西武鉄道スム101形·ワフ101形

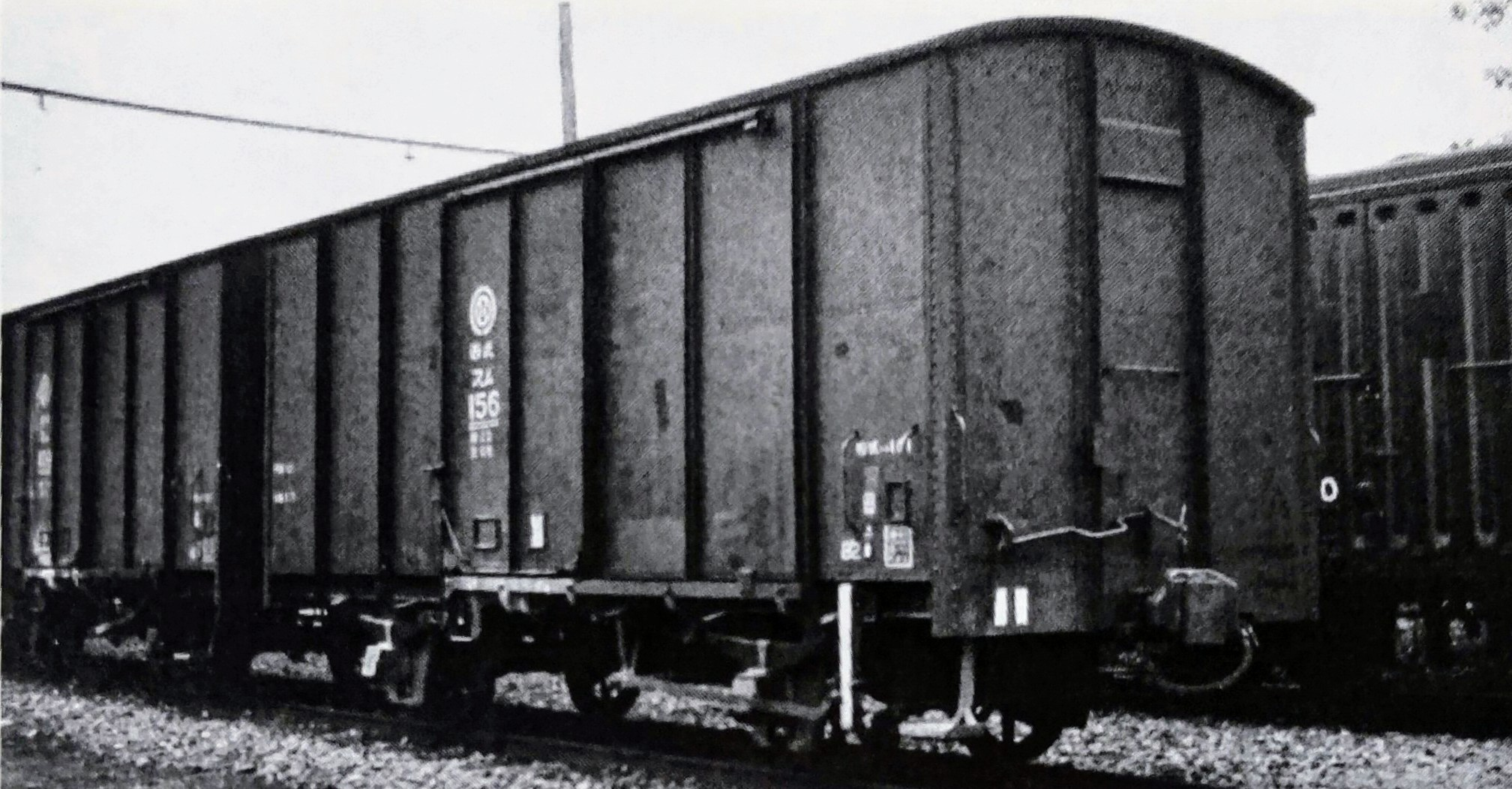
西武鉄道　貨車

スム101形は、1955年（昭和30年）から1958年（昭和33年）にかけ26両が製作された15 t 積鉄側有蓋車である。 国鉄スム1形の同形車だが番代分けがあり、スム101 - スム115はトム1001形よりの改造車、スム141は駿豆鉄道スム2の譲受車、スム151 - スム160は新造車である。1969年（昭和44年）には秩父線開通にそなえ、スム101形150番代を西武所沢車両工場にて改造しワフ101形として落成した。

## 譲渡
三岐鉄道スム400形のうちスム403とスム404が、1952年（昭和27年）2月名古屋車輌およびカテツ交通工業での新製名義となっているが、実際は国鉄スム1形（番号不明）の譲渡車と推定されている。廃車は、スム403が1967年（昭和42年）2月、スム404が1973年（昭和48年）3月である。